# Kuroki Tamemoto

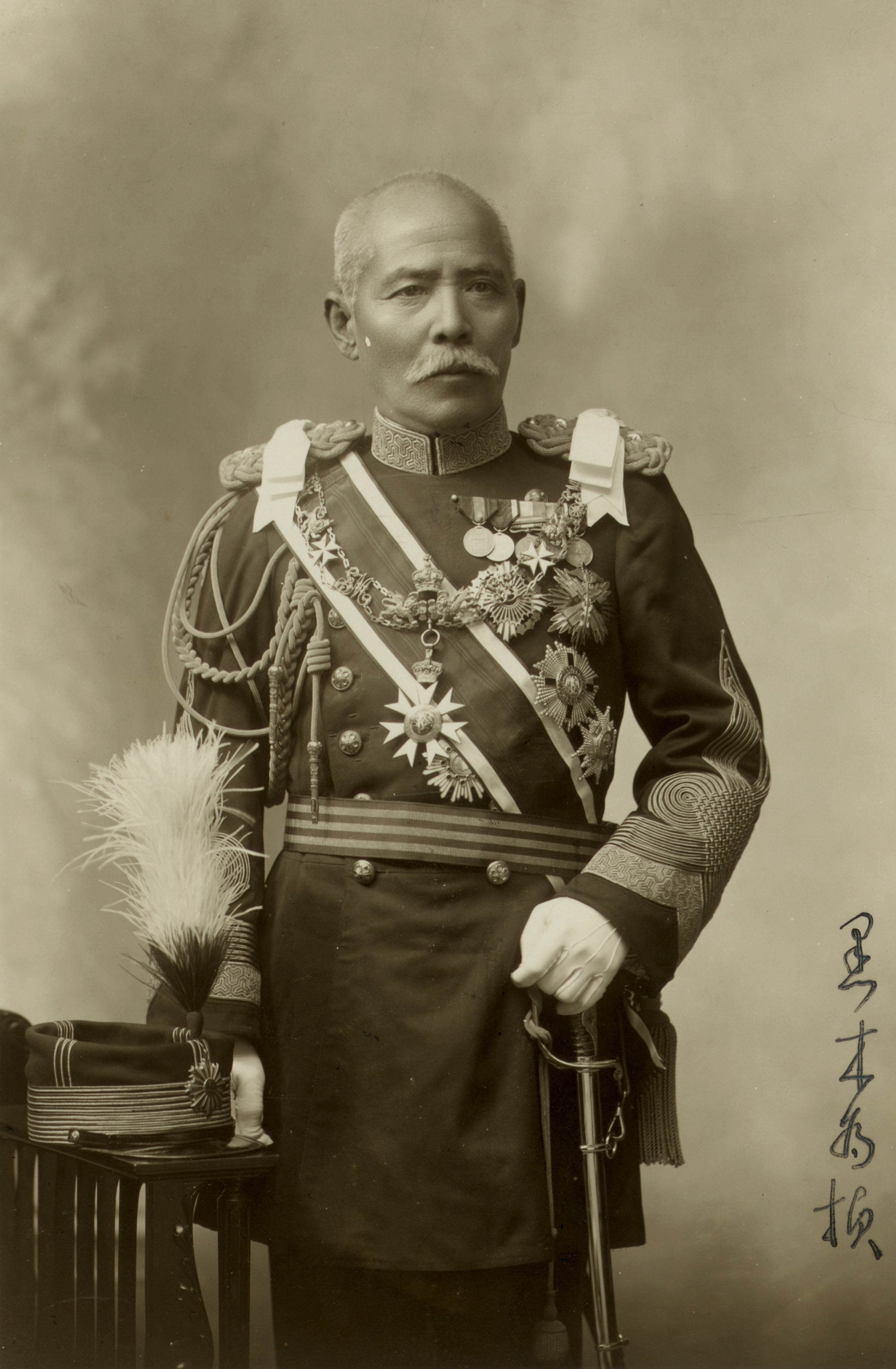
Kuroki Tamemoto, etwa 1907.

Kuroki Tamemoto (jap. 黒木 為楨; * 3. Mai 1844; † 3. Februar 1923) war ein japanischer General und Oberbefehlshaber im Russisch-Japanischen Krieg.

## Leben

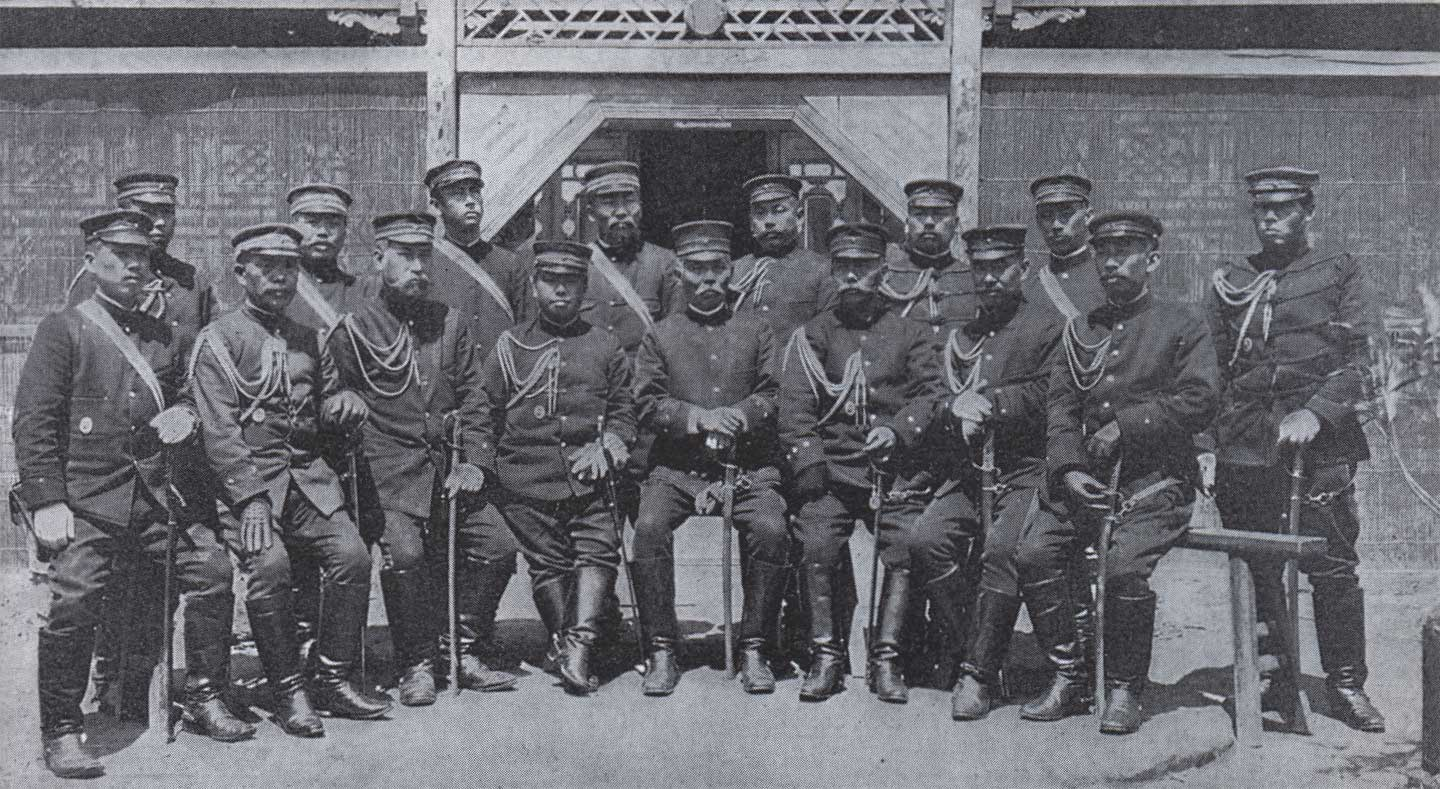
General Kuroki (sitzend, Mitte) und sein Stab nach der Schlacht am Yalu, 1904.

Als Sohn eines Samurais wurde Kuroki zum Hauptmann in der neuen Kaiserlich Japanischen Armee ernannt. Es folgten schnell Beförderungen und im Februar 1875, im Alter von 31 Jahren, wurde er zum Oberstleutnant befördert und übernahm das 12. Hiroshima Infanterie-Regiment.
Er diente unter anderem im ersten Japanisch-Chinesischen Krieg und nahm in diesem an der Schlacht von Weihaiwei teil.
Im November 1903 zum General befördert wurde er zu Beginn des Russisch-Japanischen Krieges zum Befehlshaber der japanischen 1. Armee ernannt. Er siegte mit dieser in der Schlacht am Yalu vom 30. April bis 1. Mai 1904. Weitere Erfolge verzeichnete er in der Schlacht von Liaoyang, in der er auf der linken Flanke russischen Gegenangriffen standhielt. Weiterhin ebenso erfolgreich nahm er an der Schlacht am Shaho und der von Mukden teil.
Trotz seiner zahlreichen Erfolge war er einer von zwei höheren Offizieren, die bei der Ernennung zum Generalfeldmarschall (gensui) übergangen wurden. 1917 wurde er Mitglied des Geheimrats.
Am 3. Februar 1923 starb er an einer Lungenentzündung.

## Auszeichnungen
- Große Kette des Ordens der Aufgehenden Sonne, 30. Mai 1905
- Ritter Großkreuz Order of St. Michael and St. George (GCMG), Vereinigtes Königreich, 20. Februar 1906
- Baron (danshaku; 1. April 1906)
- Orden des Goldenen Drachen, 1. Klasse (1. April 1906)
- Große Kette des Ordens der Aufgehenden Sonne mit Paulownienblüte, 1. April 1906
- Graf (hakushaku; 1909)